# Saucier
Saucier – jednostka osadnicza w Stanach Zjednoczonych, w stanie Missisipi, w hrabstwie Harrison.